# Incisive Media
Incisive Media é uma empresa de informações e eventos B2B. Está sediada em Londres, Reino Unido, com um escritório em Nova Iorque.

## História
A Incisive Media é uma empresa de informações e eventos business-to-business (B2B) fundada por Tim Weller, em 1994, com o lançamento da Investment Week. Adquiriu a Timothy Benn Publishing (proprietária da Post Magazine) em agosto de 2000. Foi listada no principal mercado da Bolsa de Valores de Londres em dezembro de 2000, que avaliava o negócio em aproximadamente 73 milhões de euros. Durante os seis anos seguintes, a empresa concluiu uma série de aquisições, incluindo Matching Hat, Risk Waters, Initiative Europe (Unquote), Estratégias de Mecanismos de Busca, Global Professional Media, Asian Venture Capital Journal e Pacific Prospect. No entanto, como empresa pública, era difícil tirar proveito de algumas das maiores oportunidades de consolidação que existiam; portanto, em dezembro de 2006, Tim Weller liderou um acordo de aquisição de gerenciamento apoiado pela Apax Partners que avaliava a Incisive Media em 275 milhões de libras.
Alguns meses depois de se tornar privado, a Incisive Media concluiu as aquisições da empresa de publicação MSM International e do Reino Unido VNU Business Publications Ltd, anteriormente parte da The Nielsen Company, do grupo de capital de risco 3i em 2007. Em agosto de 2007, a empresa concluiu um acordo de 630 milhões de dólares para adquirir a ALM, uma editora de revistas americana apoiada por Bruce Wasserstein, dobrando novamente o tamanho do grupo e criando uma empresa com um valor corporativo superior a 1 bilhão de dólares.
No entanto, após o colapso do Lehman Brothers e a desaceleração do mercado de serviços financeiros, os mercados da Incisive Media sofreram pressão significativa e os níveis de dívida não eram mais sustentáveis. Em outubro de 2009, a Incisive Media anunciou o refinanciamento da dívida do Grupo. A ALM foi separado do grupo e foi adquirido pela RBS e Apax Partners. No mesmo mês, a Incisive Media concordou com uma troca de dívida por capital com seus credores.
Em janeiro de 2016, a Incisive vendeu a revista britânica Legal Week para a editora jurídica americana ALM.

## Prêmios
O grupo recebeu cinco indicações para os prêmios da Association of Online Publishers de junho de 2010, e foi eleito Editor Digital do Ano. Também recebeu o mesmo prêmio em 2013, em 2016 e, mais recentemente, em 2017. A Incisive acompanhou isso com uma vitória para Pensions and Benefits UK nos prêmios UK Conference de 2017.